# Телеметрична система геонавігації при бурінні свердловин

Телеметрична система геонавігації при бурінні свердловин

Телеметрична система геонавігації при бурінні свердловин: презентація на одному з об'єктів в Україні

Телеметрична система геонавігації при бурінні свердловин — система пристроїв, яка включає в себе підземне і наземне обладнання і дозволяє отримати такі технологічні дані, які надходять від підземного блоку телеметричної системи.

## Історія
Створенням телеметричних систем для контролю вибійних параметрів почали займатися в середині 1940-х років. В основному ці дослідження проводилися в США на рівні виконання пошукових робіт. На початку 1950-х років були створені дослідні зразки телесистем з гідравлічним каналом зв'язку вибій–гирло свердловини. Проводились роботи і по розробці телесистем з дротовим та електромагнітним (бездротовим) каналами зв'язку.
У ХХІ ст у галузі каротажу в процесі буріння найбільш успішно працюють фірми Schlumberger, Halliburton, Baker Hughes, Teleco, Eastman Cristensen (США), Sperry-Sun (Велика Британія). Ці фірми в кінці 1980-х років розробили і використовують телесистеми MWD (measurement while drilling — вимірювання під час буріння) з гідравлічним каналом зв'язку, що дозволяють здійснювати оперативний контроль за траєкторією свердловин шляхом вимірювання інклінометричних і деяких технологічних параметрів.
Провідні світові фірми пропонують системи LWD (logging while drilling — реєстрація під час буріння) з гідравлічним каналом зв'язку з набором методів, які не поступаються системам каротажу на кабелі.

## Загальний опис
Телеметричні системи включають комплекс: вибійних датчиків, максимально наближених до вибою свердловини, автономне джерело живлення, найчастіше у вигляді гідротурбіни, що виробляє електроенергію, систему, зняття, передачі і прийому інформації з вибою на поверхню, комп'ютерну систему обробки отриманих даних для вирішення задач контролю і управління процесом буріння свердловини.
Дані, які надходять від підземного блоку телеметричної системи:
- зенітний кут посування свердловини;
- азимутальний кут;
- положення відхилювача;
- природну радіоактивність бокових порід;
- температуру в свердловині;
- тиск у свердловині.
Геонавігація, як науково-практичний напрямок освоєння надр, вирішує проблеми керування траєкторією стовбура свердловини у взаємозв'язку з дослідженням навколосвердловинного простору і впливом на нього в процесі буріння.
Геонавігація успішно застосовується не тільки в розробці нафтогазових родовищ, а й інших джерел вуглеводню (бітумів, високов'язкої нафти, газових гідратів і тощо), а також в інженерній геології при містобудуванні і комунікаційних роботах, у сільському господарстві та екологічних дослідженнях.

## Комплекс елементів телеметричної системи «канал зв'язку»
Зібрана свердловинна інформація повинна бути передана на поверхню для оперативного прийняття рішень про зміну режимів буріння в разі потреби. За доставлення даних від вибою до гирлі (включаючи обробку, кодування і декодування) відповідає комплекс елементів ТС під загальною назвою «канал зв'язку».
Для передачі інформації з вибою свердловини на поверхню застосовуються різні канали зв'язку:
1. Системи з акустичним каналом зв'язку.
2. Телесистеми з гідравлічним каналом зв'язку.
3. Електромагнітний (бездротовий) канал зв'язку.
4. Дротовий канал зв'язку.
5. Комбінований канал зв'язку.
В результаті багаторічних досліджень і практичного використання в реальних умовах буріння широке застосування знайшли три канали зв'язку: гідравлічний, електромагнітний та електропровідний.
У кожного з цих каналів зв'язку є свої переваги і недоліки. Різноманітність умов буріння, а також економічна доцільність визначають кожному каналу зв'язку свою область застосування.
Гідравлічний канал зв'язку (ГКЗ).
Поширення гідравлічного каналу зв'язку для передачі інформації викликано наступними його перевагами:
- гідравлічний канал зв'язку є природним каналом зв'язку, так як в ньому в якості каналу зв'язку використовується стовп бурового розчину в бурильній колоні, а отже, не потрібно додаткових витрат на організацію каналу зв'язку;
- гідравлічний канал зв'язку має велику дальність дії.
Недоліки даного каналу зв'язку — низька інформативність через відносно низьку швидкість передачі, низька стійкість перед перешкодами, послідовність у передачі інформації, необхідність в джерелі електричної енергії (батарея, турбогенератор), відбір гідравлічної енергії для роботи передавача та турбогенератора, неможливість роботи з продувкою повітрям і аерованими рідинами.
Електромагнітний (бездротовий) канал зв'язку (ЕМКЗ).
У порівнянні з гідравлічним каналом електромагнітний канал зв'язку має наступні переваги:
- підвищена надійність деталей вибійних пристроїв, що контактують з абразивним потоком бурового розчину;
- простота в управлінні, можливість зворотного зв'язку.
Разом з тим електромагнітний канал зв'язку володіє і деякими недоліками, такими як обмеження дальності дії властивостями геологічного розрізу, її залежність від матеріалу бурильних труб, а також відсутність можливостей дослідження в морі та соленосних відкладеннях, досить висока складність електронного керуючого блоку.
Електропровідний канал зв'язку (ЕПКЗ).
Цей канал має перевагу перед усіма відомими каналами зв'язку — це максимально можлива інформативність, швидкодія, багатоканальність, стійкість, надійність зв'язку; відсутність вибійного джерела електричної енергії та потужного передавача; можливість двостороннього зв'язку; не вимагає витрат гідравлічної енергії; може бути використаний при роботі з продувкою повітрям і з використанням аерованої промивної рідини. До недоліків електропровідного каналу зв'язку відносяться наявність кабелю в бурильної колоні і за нею, що створює труднощі при бурінні; витрати часу на його прокладку; необхідність захисту кабелю від механічних пошкоджень; неможливість обертання колони (не актуально при застосуванні струмозйомника, що встановлюється під вертлюгом); неможливість закриття превентора при знаходженні кабелю за колоною бурильних труб; необхідність доставки (протискання) вибійного модуля або контактної муфти до місця стикування (посадки) при зенітних кутах більше 60° за допомогою протискувального пристрою (є варіанти прокладання кабелю всередині труб через вертлюг).
Комбінований канал зв'язку.
Комбінований канал зв'язку це поєднання різних за своєю фізичною сутністю каналів зв'язку. Його використання, незважаючи на певні додаткові витрати, дозволяє уникнути недоліків, властивих вищезгаданих каналів.
Отже, з огляду на недоліки застосовуваних каналів зв'язку, необхідно їх удосконалювати, а також розробляти нові канали, так як різноманітні гірничо-геологічні умови, різні техніко-технологічні аспекти проводки свердловин і економічні фактори висувають більш високі вимоги до інформативності процесу буріння.